# North Andover
Pour les articles homonymes, voir Andover.

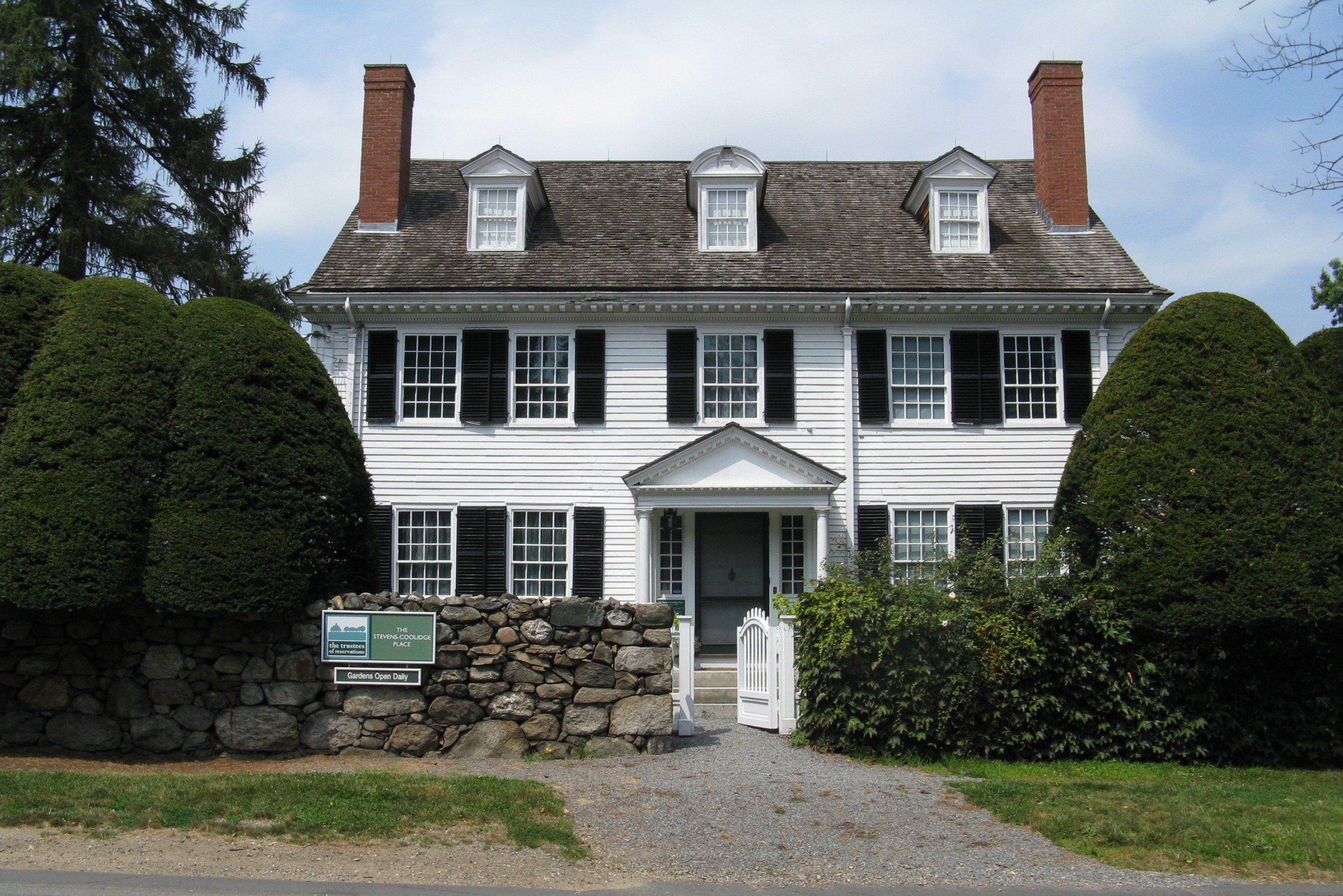

North Andover est une ville du comté d'Essex, dans l'État du Massachusetts, aux États-Unis. Selon le 22e recensement des États-Unis d'Amérique de 2000, sa population est de 27 202 habitants. Elle abrite le Merrimack College.
De 1646 à sa mort en 1672, North Andover fut la ville de résidence de Anne Bradstreet, l'une des premières poétesses américaines connue.

## Géographie
Selon le Bureau du recensement des États-Unis, la superficie de la ville est de 71,9 km2, dont 68,1 km2 sont terrestres et 3,7 km2 (soit 5,18 %) aquatiques. 
North Andover se trouve dans le quart nord-ouest du Comté d'Essex, mais une partie du territoire de la commune se trouve dans le Comté de Middlesex. La ville est limitrophe d'Andover à l'ouest, de Lawrence au nord, de Haverhill au nord-est, de Boxford à l'est, de Middleton au sud-est et de North Reading au sud-ouest. La ville s'étire le long de la rive sud du Merrimack et de la Shawsheen. Le quart nord-est se partage entre le Lac Cochichewick et les réserves naturelles d'Osgood Hill, de Weir Hill et de Reas Pond. La ville est parcourue d'une multitude de ruisseaux.
Le vieux centre-ville se trouve à 5,5 km au sud-est du centre-ville de Lawrence, à 38 km au nord de Boston et 48 km au sud-est de Manchester (New Hampshire).

## Histoire
North Andover est une ville du Comté d’Essex. En 1634 la Massachusetts General Court a réservé les terres de la rive sud du Merrimack autour du Lac Cochichewick et de la Shawsheen pour y aménager une colonie dans l’arrière-pays, Cochichewick Plantation. Le pasteur John Woodbridge acheta ces terres au chef algonquin Coutchmatché le 6 mai 1646 pour 6 livres sterling et un manteau. Puis cette plantation a été immatriculée comme Andover, sans doute en souvenir de la ville d’origine de la plupart des premiers résidents, Andover (Hampshire), en Angleterre. La ville s’est constituée autour de l’actuelle Andover, mais le développement de la colonie au sud et à l’ouest du vieux centre-ville a suscité de vives tensions les premières années à propos du choix de l’emplacement de la première église. En 1709, la question fut soumise à la General Court, qui ordonna la construction de deux églises, l’une au nord et l'autre au sud. Les deux paroisses se développèrent désormais séparément si bien que le 7 avril 1855, la paroisse du Nord proclama son autonomie et se fit enregistrer par l’Etat en tant que North Andover.
Il subsiste plusieurs maisons de l’ère coloniale (avant 1720). La plus ancienne est certainement Bridges House, reconstruite de Marbleridge Road à Court Street en 2001 ; la moitié originale de cet édifice remonte vraisemblablement aux années 1690. Parmi les autres maisons coloniales, il y a lieu de citer Stevens House dans Great Pond Road;  Faulkner Housee dans Appleton Street ; l’Abiel Stevens House dans Salem Street ; la Parson Barnard House qui est devenue un musée ; une maison d'Andover Street près du carrefour de Chickering Road ; et Carlton-Frie-Tucker House au n°140 de Mill Road. Toutefois, aucun de ces édifices n’a pu être daté scientifiquement par dendrochronologie : la datation se fonde par conséquent uniquement sur l’interprétation des ornements architecturaux et sur la tradition. La maison Barnard, d’un style absolument original, est par exemple peut-être plus ancienne que ce qu’estiment les historiens de l’architecture.

## Démographie
| Année | population estimée, |
| 1860  | 2343                |
| 1870  | 2549                |
| 1880  | 3217                |
| 1890  | 3742                |
| 1900  | 4243                |
| 1910  | 5529                |
| 1920  | 6265                |
| 1930  | 6961                |
| 1940  | 7524                |
| 1950  | 8485                |
| 1960  | 10908               |
| 1970  | 16284               |
| 1980  | 20129               |
| 1990  | 22792               |
| 2000  | 27202               |
| 2010  | 28352               |
| ----- | ------------------- |

Au recensement des États-Unis de 2000, on dénombrait 27 202 habitants, 9 724 foyers et 6 904 familles résidant en ville. La densité de population était de 1 020,7 /km2. Il y avait 9 943 logements soit 967 logements/km2. La composition ethnique de la ville était 93,67 % de blancs, 0,72 % d’Afro-Américains, 0,05 % d’Amérindiens, 3,96 % d’Asiatiques, 0,01 % de mélanésiens, 0,74 % d’autres ethnies, et 0,85 % de métis. Les Hispaniques ou Latinos, toutes origines confondues, représentaient 1,99 % de la population.